# Tobias Birch Johansen
Tobias Birch Johansen (født 14. juni 1979) er dansk kommunalpolitiker og borgmester i Læsø Kommune fra 2022 valgt for Venstre. Johansen var også borgmester i perioden 2014-1017 hvor han blev valgt for lokallisten Læsølisten ved kommunalvalget i 2013, men valgte i 2014 at skifte til Venstre. Johansen er selvstændig vognmand.
Ved kommunalvalget i 2017, fik Tobias Birch Johansen og Venstre 37 procent af stemmerne, men det blev ikke til endnu en borgmesterperiode for Johansen. Dansk Folkepartis Karsten Nielsen blev ny borgmester og derved fik Dansk Folkeparti sin første borgmesterpost nogensinde.
I Altingets magtanalyse af landets borgmestre i 2025 blev Tobias Birch Johansen vurderet til at være Danmarks mindst magtfulde borgmester. Analysen bygger på data og ekspertvurderinger. En borgmesters magt defineres som dennes mulighed for at gennemføre lokalpolitik og påvirke landspolitiske dagsordener. Magten vurderes på baggrund af 29 indikatorer, der bl.a. omfatter borgmesterens personlige stemmetal, følgere på sociale medier, kommunens indbyggertal og antallet af pladser, partiet har i byrådet.